# Bazylika Świętego Krzyża z Jerozolimy
Bazylika Świętego Krzyża z Jerozolimy (wł. Basilica di Santa Croce in Gerusalemme) – kościół tytularny w Rzymie, na wzgórzu laterańskim.
Świątynia ta jest kościołem parafialnym oraz kościołem tytularnym, mającym również rangę bazyliki mniejszej. Jest też kościołem stacyjnym z czwartej niedzieli Wielkiego Postu oraz Wielkiego Piątku.

## Lokalizacja
Kościół znajduje się w XV Rione Rzymu – Esquilino przy Piazza di Santa Croce in Gerusalemme 12.

## Historia
Bazylika św. Krzyża z Jerozolimy zbudowana została w połowie IV wieku w murach Palatium Sessorianum, należącego najpierw do cesarza Heliogabala, a później do Konstantyna Wielkiego i jego matki św. Heleny.
- 337–344 – powstanie kościoła. W celu jego stworzenia przebudowano część pałacu cesarskiego (jest to tzw. kościół pałacowy). Został ufundowany przez św. Helenę, matkę cesarza Konstantyna I dla relikwii, które przywiozła ona z Ziemi Świętej[2].
- 1144-1145 – renowacja kościoła za pontyfikatu papieża Lucjusza II, który powierzył go kanonikom regularnym z kongregacji San Frediano.
- 1740-1758 – przebudowa w stylu barokowym za pontyfikatu Benedykta XIV.

## Architektura i sztuka
Za fasadą zewnętrzną znajduje się eliptyczne atrium z lat 1741-1744, a dopiero za nim jest właściwa fasada bazyliki. Fasada zewnętrza w części środkowej ma wygięcie dopasowane do kształtu atrium. W górnej części znajdują się posągi czterech Ewangelistów, św. Heleny i Konstantyna.
Dzwonnica kościoła ma trzy kondygnacje. W niektórych miejscach kościoła można zobaczyć oryginalny rzymski mur (zwłaszcza lewa ściana nawy).
Sufit bazyliki jest wykonany z drewna i ozdobiony obrazem przedstawiającym Maryję prezentującą św. Helenę i Konstantyna Trójcy Świętej, jest to dzieło Corrado Giaquinto z 1744. W apsydzie znajduje się XV-wieczny fresk przedstawiający historię odzyskania Prawdziwego Krzyża, powyżej znajduje się przedstawienie Chrystusa w chwale.
Po utworzeniu świątyni najważniejszą jej częścią była kaplica św. Heleny, w której przechowywano relikwie przywiezione z Ziemi Świętej (w 1930 przeniesiono je do innej kaplicy). Posąg św. Heleny w kaplicy jest starożytną kopią Junony Sospita; został on odkryty w Ostii i zaadaptowany przez zastąpienie głowy i rąk oraz dodanie krzyża. Rubens w 1602 namalował trzy płótna do ołtarza w kaplicy, lecz w 1724 stwierdzono, że są one uszkodzone przez wilgoć i zostały sprzedane (dwa z nich obecnie znajdują się w Grasse we Francji, trzecie zaginęło).

### Relikwie
W bazylice przechowywane są relikwie przywiezione z Jerozolimy przez św. Helenę, matkę cesarza Konstantyna I. Najcenniejszymi relikwiami są:
- kawałki krzyża Chrystusa (stąd nazwa kościoła)
- Titulus Crucis, czyli fragment tabliczki ze zdaniem napisanym przez Piłata po łacinie, grecku i hebrajsku: Jezus z Nazaretu, król żydowski.

Są tam również: palec św. Tomasza, ramię belki Dobrego Łotra, kopia całunu Turyńskiego.
W bazylice jest również grób Sługi Bożej Antonietty Meo, Włoszki, która pisała listy do Jezusa i wychowała się niedaleko kościoła.

## Kardynałowie prezbiterzy
Bazylika Świętego Krzyża w Jerozolimie jest jednym z kościołów tytularnych Rzymu, nadawanych kardynałom prezbiterom (Titulus Sanctae Crucis in Hierusalem).

- Amico OSB (1120-1121)
- Gerardo Caccianemici CanReg (1123-1144)
- Ubaldo CanReg (1144-1170)
- Ardoino da Piacenza CanReg (1178-1183)
- Albino CanReg (1185-1189)
- Leone Brancaleone CanReg (1202-1224)
  - Matteo d’Acquasparta OFM, in commendam (1291-1294)
- Pietro d'Aquila OSB (1294-1298)
- Teodorico Ranieri (1298–1299)
  - Vital du Four OFM, in commendam (1317–1327)
- Jean-Raymond de Comminges (1327–1331), in commendam (1331–1348)
- Raymond de Canillac CanReg (1350–1361); in commendam (1361-1373)
- Gui de Malsec (1375–1383); in commendam (1383-1408), od 1378 w obediencji awiniońskiej
- Cosma Gentile Migliorati (1389–1404)
- Giovanni Migliorati (1406–1410)
- Francesco Lando (1411–1424)
- Mikołaj Albergati OCarth (1426–1443)
- Domenico Capranica (1443–1458)
- Angelo Capranica (1460–1472), in commendam (1472-1478)
- Pedro González de Mendoza (1478–1495)
- Bernardino Lopez de Carvajal (1495–1507); in commendam (1507–1511 oraz 1513-1523)
  - Antonio Maria Ciocchi del Monte, in commendam (1511–1513)
- Francisco de los Ángeles Quiñones OFM (1528–1540)
- Marcello Cervini (1540–1555)
- Bartolomé de la Cueva de Albuquerque (1555–1562)
- Gianantonio Capizucchi (1562–1565)
- Francisco Pacheco de Toledo (1565–1579)
- Albrecht VII Habsburg (1580–1598)
- Francisco de Múxica Guzmán de Avila (1599–1606)
- Ascanio Colonna (1606)
- Antonio Zapata y Cisneros (1606–1616)
- Gaspar de Borja y Velasco (1616–1630)
- Baltasar Moscoso y Sandoval (1630–1665)
- Alfonso Litta (1666–1679)
- Johann Eberhard Nidhard SJ (1679–1681)
- Decio Azzolino (1681–1683)
- vacat (1683–1689)
- Pedro de Salazar Gutiérrez de Toledo OdeM (1689–1706)
- Ulisse Giuseppe Gozzadini (1709–1728)
- Prospero Lambertini (1728–1740)
- Giuseppe Firrao (1740–1744)
- Gioacchino Besozzi (1744–1755)
- Luca Melchiore Tempi (1757–1762)
- Lodovico Valenti (1762–1763)
- vacat (1763–1766)
- Niccolò Serra (1766–1767)
- vacat (1767–1775)
- Antonio Eugenio Visconti (1775–1788)
- František Herczan (1788–1804)
- vacat (1804–1816)
- Alessandro Malvasia (1816–1819)
- Giacinto Placido Zurla OSBCam (1823–1834)
- Alessandro Giustiniani (1834–1843)
- Antonio Maria Cagiano de Azevedo (1844–1854)
- János Scitovszky (1854–1866)
- Raffaele Monaco La Valletta (1868–1884)
- Lucido Maria Parocchi (1884–1889)
- Pierre-Lambert Goossens (1889–1906)
- Benedetto Lorenzelli (1907–1915)
- Willem Marinus van Rossum CSsR (1915–1932)
- Pietro Fumasoni Biondi (1933–1960)
- Giuseppe Antonio Ferretto (1961)
- Efrem Forni (1962–1976)
- Victor Razafimahatratra SJ (1976–1993)
- Miloslav Vlk (1994–2017)
- Juan José Omella Omella (2017–nadal)